# 沙拉·三巴迪
沙拉·三巴迪（1994年4月17日—），泰国男子举重运动员，2018年亚洲运动会男子94公斤级铜牌得主、2023年亚洲举重锦标赛男子96公斤级铜牌得主、2022年亚洲运动会男子96公斤级铜牌得主。